# Rangel Abušev
Rangel Minkov Abušev (in bulgaro Рангел Минков Абушев?; Plovdiv, 26 maggio 1989) è un ex calciatore bulgaro, di ruolo attaccante.